# Julens klockor ring (musikalbum)
Julens klockor ring är ett julalbum från 1978 av Evie Tornquist-Karlsson.

## Låtlista
1. Julens klockor ring (Come on Ring Those Bells) (Andrew Culverwell, Eva Cronsiö)
2. I Betlehems stall (Away in a Manger) (James Murray, Svante Widén)
3. Ej rum (No Room) (John Peterson, Svante Widén)
4. Har du intet rum för Jesus (Have You Any Room for Jesus) (CC Williams, Petrus Palmer)
5. Det hände sig för länge sen (Mary's Boy Child) (Jester Hairston, Jan Erixon)
6. Stilla natt (Stille Nacht, heilige Nacht) (Franz Gruber, Oscar Mannström)
7. O helga natt (Cantique de Noël) (Adolphe Adam)
8. Vem är barnet (What Child is This) (trad.)
9. Du ser honom (Some Children See Him) (Alfred Burt, While Hutson)
10. Ett barn föds (One Small Child) (David Meece, Eva Cronsioe)
11. Nu tändas tusen juleljus (Emmy Köhler)

### Fotnoter
1. ↑  ”Julens klockor ring”. Svensk mediedatabas. 20 mars 1978. http://smdb.kb.se/catalog/id/001892330. Läst 1 januari 2014.